# Величко Тетяна Савеліївна
Тетяна Савеліївна Величко (18 листопада 1916, село Гниле, Воронезька губернія — 9 листопада 1991, село Гниле, Воронезька область) — передовик сільськогосподарського виробництва, доярка. Герой Соціалістичної Праці (1966).

## Біографія
Народилася 18 листопада 1916 року в селянській родині в селі Гниле Острогозького повіту (сьогодні — Острогозький район) Воронезької губернії.
З 1937 року працювала дояркою в колгоспі імені Леніна та радгоспі «Перемога» Острогозького району. За видатні досягнення в отриманні високих надоїв молока удостоєна в 1966 році звання Героя Соціалістичної Праці.
У 1971 році вийшла на пенсію. Проживала у рідному селі. Померла у 1991 році.

## Нагороди
- Герой Соціалістичної Праці — указом Президії Верховної Ради СРСР від 22 березня 1966 року
- Орден Леніна (1966).
- Почесний громадянин Острогозького району.